# Lorenz Lange
Lorenz Lange (russisch Лоренц Ланг; * 1684 in Stockholm; † 15. Dezemberjul. / 26. Dezember 1752greg. in Irkutsk) war ein schwedisch-russischer Forschungsreisender und Diplomat.

## Leben
Lange diente als Kornett in der schwedischen Kavallerie und geriet 1709 in der Schlacht bei Poltawa in russische Gefangenschaft.
1712 trat Lange in den Dienst Peters I. als Leutnant des Ingenieurkorps. 1715 reiste er als bevollmächtigter Botschafter nach China, um Probleme des russisch-chinesischen Handels zu regeln. Dort kaufte er auch Dinge für das Schloss Peterhof. Seine Reisebeschreibung nahm Friedrich Christian Weber in sein dreiteiliges Werk „Das veränderte Russland“ auf und erschien 1725.
1719 kam Lange als Sekretär der von Lew Ismailow geleiteten Gesandtschaft wieder nach China. 1720–1722 lebte Lange als Handelsvertreter in Peking. Die zusammenfassende Übersetzung seines ausführlichen russischen Berichts veröffentlichte er 1726 in Leiden als Journal du sieur Lange, contenant les négociations à la cour de la Chine en 1721 et 1722.
Nach der Rückkehr aus China begleitete Lange Peter I. auf dem Persischen Feldzug 1722–1723.
1724 gehörte Lange zu der Kommission zur Regelung von Grenzstreitigkeiten. Als 1725 Sava Vladislavitsch zum bevollmächtigten Botschafter am chinesischen Hof ernannt wurde und 1726 nach Peking reiste, gehörte Lange wieder zur Gesandtschaft wie nun auch Oberst Iwan Buchholz, der zum Hauptverwalter der russischen Provinzen an der chinesischen Grenze ernannt worden war. Die Verhandlungen mit der chinesischen Regierung führten zum Bureja-Grenzvertrag und zum Vertrag von Kjachta. Danach leitete Lange etliche Handelskarawanen nach China. Langes Reisebericht Journal de voyage d’une karavane de Kiachta à Pékin, fait en 1727 et 1728 sous la conduite de L. Lange veröffentlichte Peter Simon Pallas 1781 in Leipzig. Langes Journal du sieur Lange, contenant les negociations a la cour de la Chine en 1721 & 1722 avec des remarques benutzte Gerhard Friedrich Müller in dem die Geschichte Sibiriens behandelnden 8. Band seiner Sammlung rußischer Geschichte (9 Bände, Sankt Petersburg 1732–1764). Die auf Langes Reisen gesammelten Objekte wurden in die Sankt Petersburger Kunstkammer aufgenommen und in Gottlieb Siegfried Bayers Museum Sinicum (1730) beschrieben.
Im Russisch-Türkischen Krieg reiste Lange mit einem Waffenstillstandsvorschlag nach Konstantinopel (1737–1738).
1739 wurde Lange von Kaiserin Anna zum Vizegouverneur von Irkutsk ernannt. Sogleich schlug er vor, in Sibirien eine Handelsgesellschaft für den Verkehr mit China zu organisieren, die mangels Interesses der Kaufleute nicht zustande kam. Ein Schwerpunkt seiner Arbeit war die Leitung des Karawanenhandels. 1745 eröffnete er in Irkutsk eine Geodäsie-Schule, aus der die Irkutsker Navigationsschule entstand.
Lange starb am 26. Dezember 1752 in Irkutsk und wurde auf dem nicht erhaltenen lutherischen Friedhof in Irkutsk begraben. Seinen Besitz erhielt 1754 seine Schwester.